# Georg Heinrich Freund
Georg Heinrich Freund (* 14. April 1774 in Fürstenberg; † 24. Januar 1840 ebenda) war ein deutscher Bürgermeister und Politiker.

## Leben
Freund war der Sohn Johann Christoph Freund (* 4. August 1745 in Fürstenberg; † 29. Januar 1806 ebenda) und dessen Ehefrau Sophia Charlotta geborene Zarges (* 15. Februar 1746 in Fürstenberg; † 7. Mai 1817 ebenda). Er war evangelisch und heiratete am 29. November 1793 in Fürstenberg Philippina Catharina Kühling (* 26. Mai 1773 in Fürstenberg; † 10. November 1854 ebenda), die Tochter des Schneidermeisters Henrich Adam Kühling und der Juliane Margarethe Kühling. Der gemeinsame Sohn David Freund wurde ebenfalls Abgeordneter.
Freund lebte als Landwirt in Fürstenberg, wo er auch Pfennigmeister und Vize-Richter wurde. Von 1814 bis 1816 amtierte er als Bürgermeister in Fürstenberg. Als solcher war er von (Herbst) 1814 bis (Herbst) 1816 Mitglied des Landstandes des Fürstentums Waldeck.